# En odödlig historia
En odödlig historia (fransk originaltitel: Une histoire immortelle), är en fransk spelfilm från 1968 regisserad av Orson Welles. Filmens manus är baserat på Den odödliga historien (Den odødlige historie) av Karen Blixen, från Skæbne-Anekdoter.

## Handling
I Macao bestämmer sig den åldrande och förmögne köpmannen Charles Clay för att återskapa en gammal skeppsskröna om en sjöman som får i uppdrag av en rik äldre man att befrukta hans hustru.

## Rollista (i urval)
| Orson Welles  | – Monsieur Charles Clay/berättaren |
| Jeanne Moreau | – Virginie Ducrot                  |
| Norman Eshley | – sjömmanen Paul                   |
| Fernando Rey  | – köpmannen                        |
| Roger Coggio  | – Elishama Levinsky                |